# Artaise-le-Vivier
Artaise-le-Vivier é uma comuna francesa na região administrativa de Grande Leste, no departamento Ardenas. Estende-se por uma área de 8,17 km². Em 2010 a comuna tinha 67 habitantes (densidade: 8,2 hab./km²).